# Campeonato de Israel de Ciclismo en Ruta
Los Campeonatos de Israel de Ciclismo en Ruta se organizan anualmente desde el año 1998 para determinar el campeón ciclista de Israel de cada año. El título se otorga al vencedor de una única carrera. El vencedor obtiene el derecho a portar un maillot con los colores de la Bandera de Israel hasta el Campeonato de Israel del año siguiente.

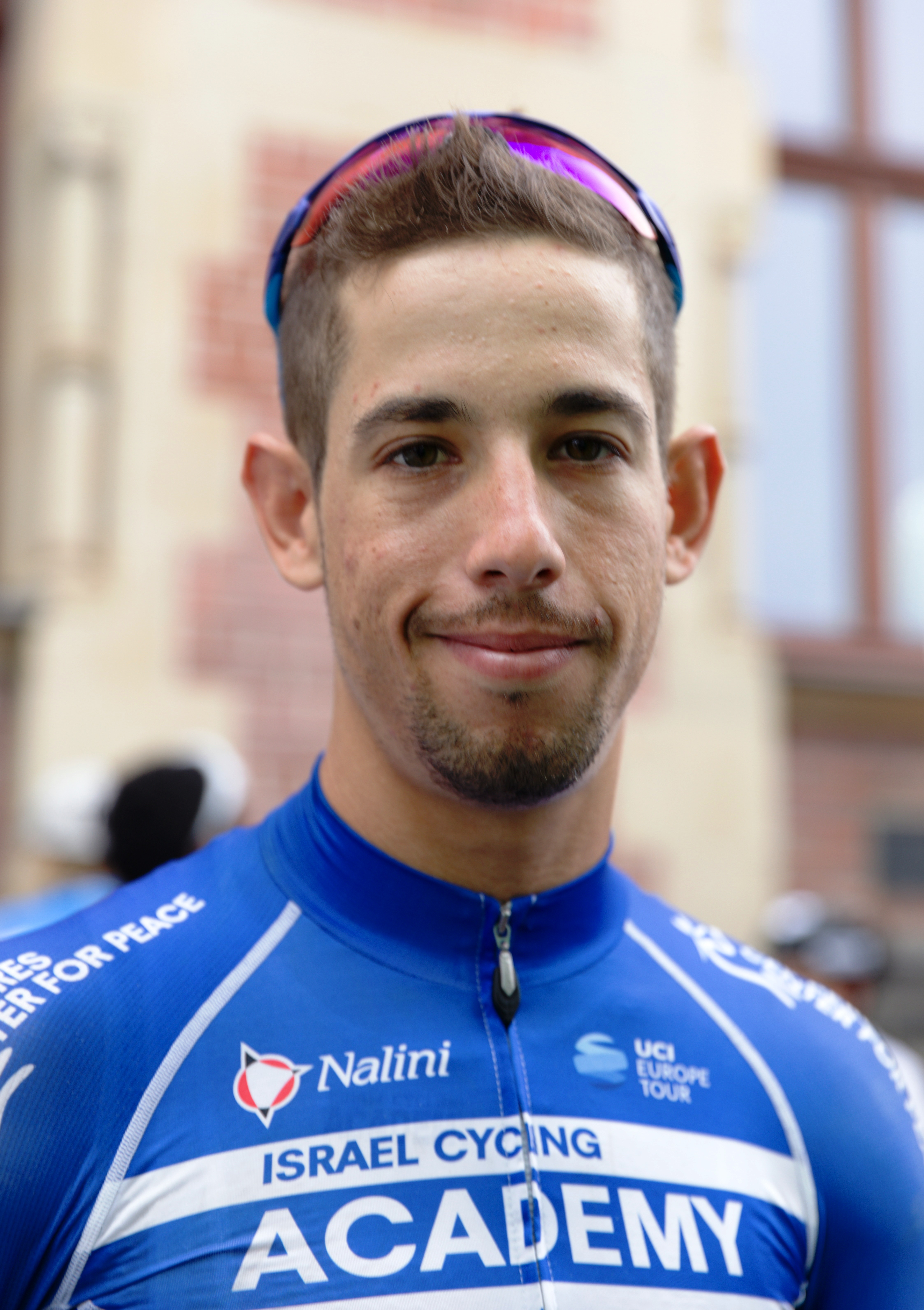
Roy Goldstein, con el maillot de campeón de Israel.

## Palmarés
| Año  | Vencedor          | Segundo         | Tercero           |
| 1998 | Yuval Steinman    | Eitzack Boigin  | Benjamin Loberant |
| 1999 | Eitzack Boigin    | Boris Yezulak   | Daniel Helstoch   |
| 2000 | Yuval Steinman    | Elian Edelson   | Ido Sirkin        |
| 2001 | Daniel Helstoch   | Hidai Bar-Mor   | Doron Amitz       |
| 2002 | Itay Lifshitz     | Dror Pekatz     | Yanai Cohen       |
| 2003 | Dor Dviri         | Yuriy Levinson  | Izhak Boygen      |
| 2004 | Dor Dviri         | Daniel Helstoch | Shagi Bental      |
| 2005 | Maxim Burlutsky   | Amos Wolff      | Yarden Gazit      |
| 2006 | Dor Dviri         | Yarden Gazit    | Rotem Ishai       |
| 2007 | Gal Tsachor       | Amos Wolff      | Doron Amitz       |
| 2008 | Hortig Nati       | Amos Wolff      | Eliad Daniel      |
| 2009 | Avichai Greenberg | Idan Shapira    | Niv Libner        |
| 2010 | Niv Libner        | Eyal Rahat      | Ran Margaliot     |
| 2011 | Niv Libner        | Yoav Bear       | Idan Shapira      |
| 2012 | Oleg Sergeev      | Roy Goldstein   | Daniel Eliad      |
| 2013 | Yuval Dolin       | Guy Gabay       | Guy Sagiv         |
| 2014 | Niv Libner        | Anton Mikhailov | Roy Goldstein     |
| 2015 | Guy Sagiv         | Guy Gabay       | Roy Goldstein     |
| 2016 | Guy Sagiv         | Aviv Yechezkel  | Roy Goldstein     |
| 2017 | Roy Goldstein     | Itamar Einhorn  | Aviv Yechezkel    |
| 2018 | Roy Goldstein     | Guy Sagiv       | Omer Goldstein    |
| 2019 | Guy Sagiv         | Omer Goldstein  | Guy Niv           |
| 2020 | Omer Goldstein    | Eitan Levi      | Guy Sagiv         |
| 2021 | Vlad Logionov     | Saned Abu-Fares | Itamar Einhorn    |
| 2022 | Itamar Einhorn    | Guy Sagiv       | Omer Goldstein    |
| 2023 | Itamar Einhorn    | Guy Sagiv       | Nadav Raisberg    |
| 2024 | Oded Kogut        | Itamar Einhorn  | Rotem Tene        |